# チュー・イェン・リー

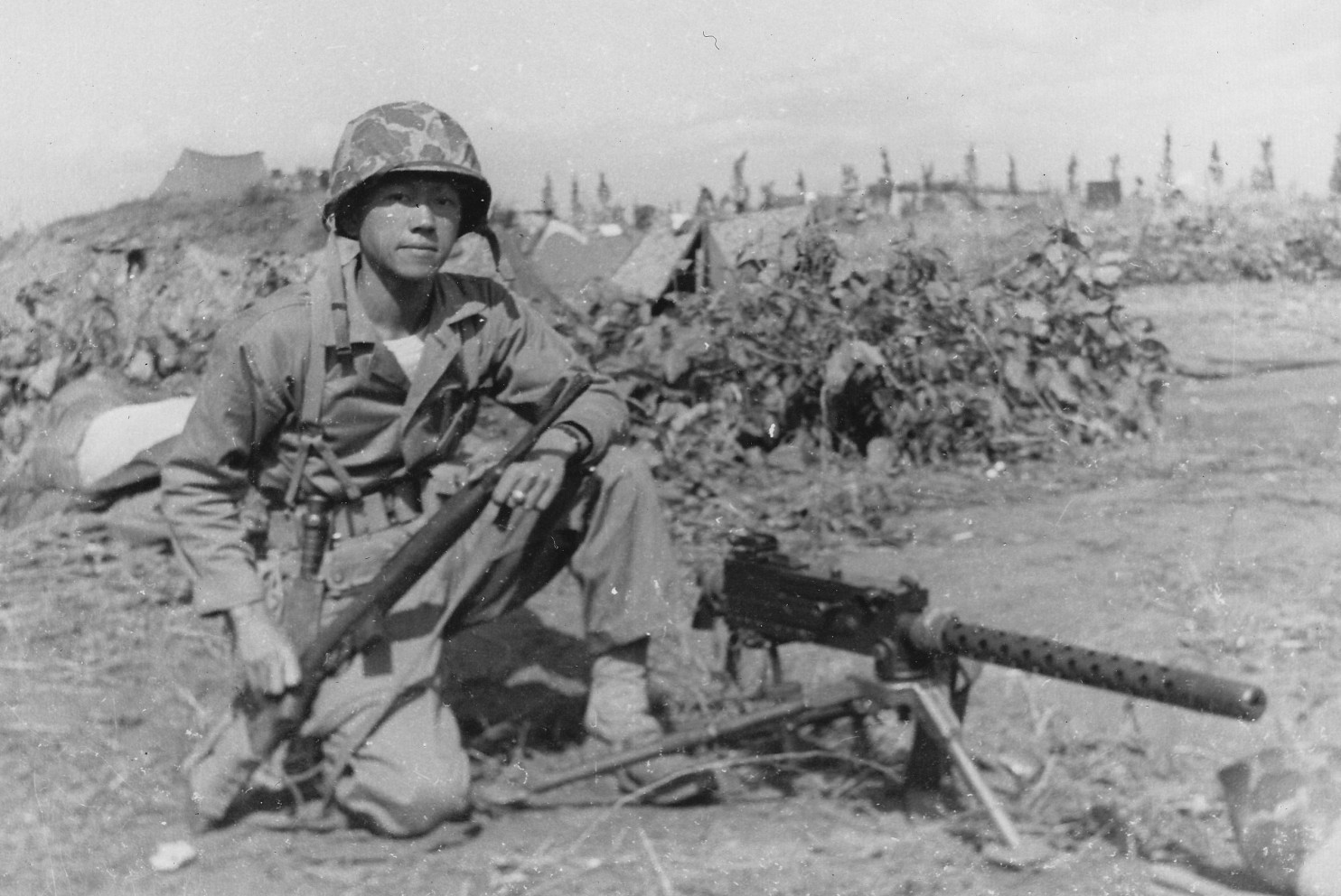
チュー・イェン・リー（朝鮮戦争、海兵中尉時代）

カート・チューイェン・リー（Kurt Chew-Een Lee、呂超然、1926年1月21日 - 2014年3月3日 ）は、アジア系アメリカ人のアメリカ海兵隊軍人。アジア系アメリカ人として初めて海兵隊将校となった。
広東系アメリカ人の子としてアメリカ合衆国カリフォルニア州の洗濯業の家に生まれる。二重国籍のままチャイナスクールに通う。第二次世界大戦時に志願して海兵隊に入隊し、日本語学校（のちの国防総省語学学校）の事務職員となる。戦後、アジア系アメリカ人として初の士官（中尉）となる。
1950年、国連軍傘下の海兵隊員として、朝鮮戦争に従軍。機関銃小隊長となる。当時の米軍では人種差別が禁止されていたが、白人兵士の好奇と差別の目にさらされた。しかし次第に部下の信頼を得、抜群の統率力を発揮した。仁川上陸作戦で半島に上陸し、初めて実戦に参加した。
国連軍総司令官ダグラス・マッカーサーは国連軍による韓国領土の失地回復を行いながら一気に南北統一を図ったが、元山上陸後に参戦した30万人の中国人民志願軍に遭遇する。
先鋒となっていた海兵隊第1海兵師団は中国軍と激戦を展開。膠着した戦線に彼は単独で囮となり、中国語を叫び友軍であることを装いながら中国人民志願軍を撃退したが、翌日狙撃され右ひじを負傷。野戦病院に送致されたがすぐに原隊に復帰し、再び中朝国境を目指し進軍した。その後、国連軍は長津湖近辺で12万人の中国人民志願軍に包囲される（長津湖の戦い）。彼は500人の部下を率いて、猛吹雪の中徹夜でけもの道を潜行し中国軍を奇襲、包囲され進退窮まっていた8000人の海兵隊員の救援に成功。これは海兵隊史上に残る奇跡の救援作戦といわれ、彼はこの功により海軍十字章を受ける。救援作戦の直後、顔面に被弾し負傷。日本にあった野戦病院に後送され帰国した。
1968年海兵隊を退役した。最終階級は少佐。2014年3月3日死去。享年88。

## 参考
- 朝鮮戦争～私とアメリカと戦争と～（ディスカバリーチャンネル）